# 訃報 1996年12月
訃報 1996年12月（ふほう 1996ねん12がつ）では、1996年（平成8年）12月中に物故した、又は物故が報じられた人物についてまとめる。

## （1日 - 15日）

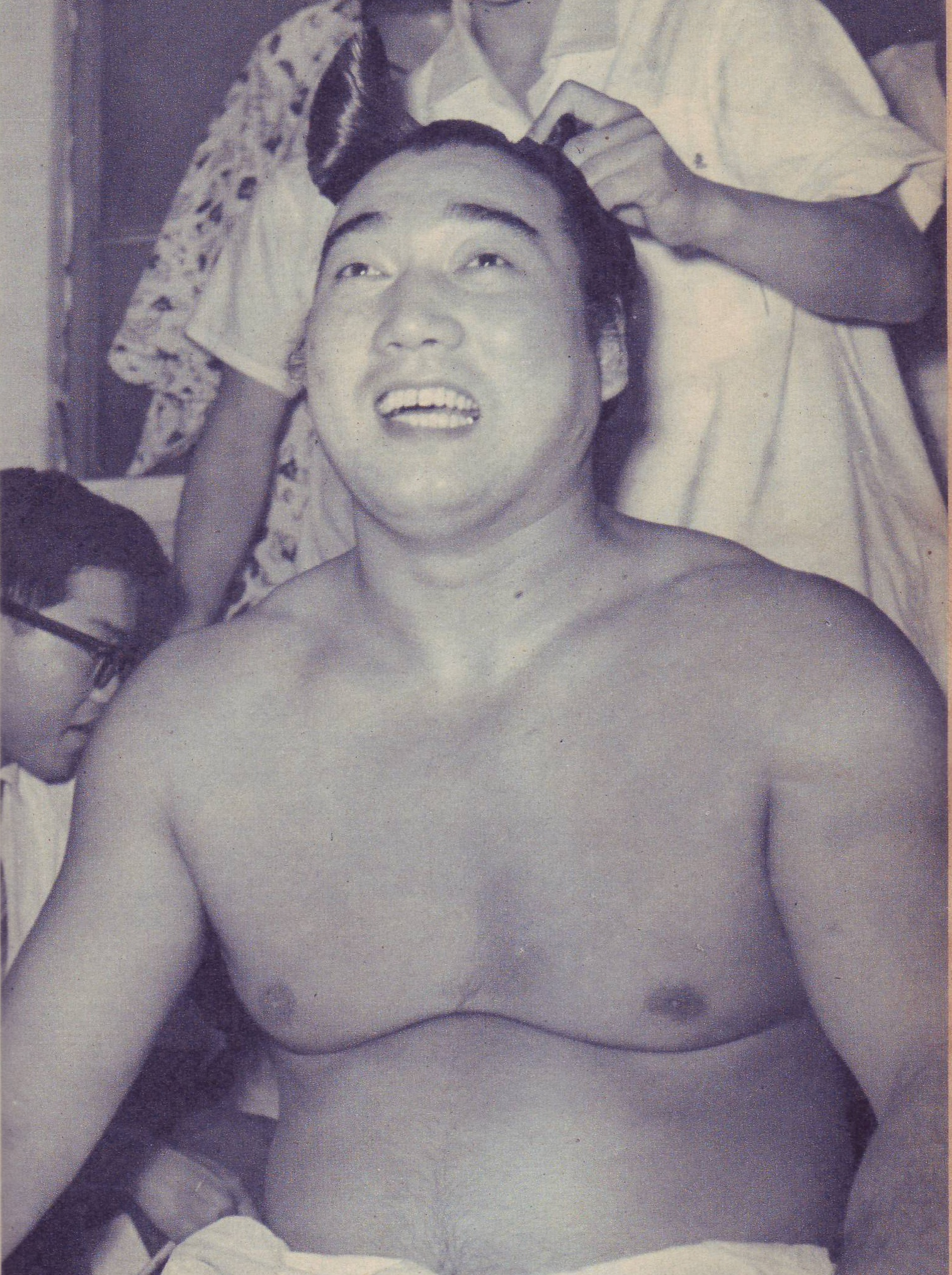
柏戸剛 / 12月8日没

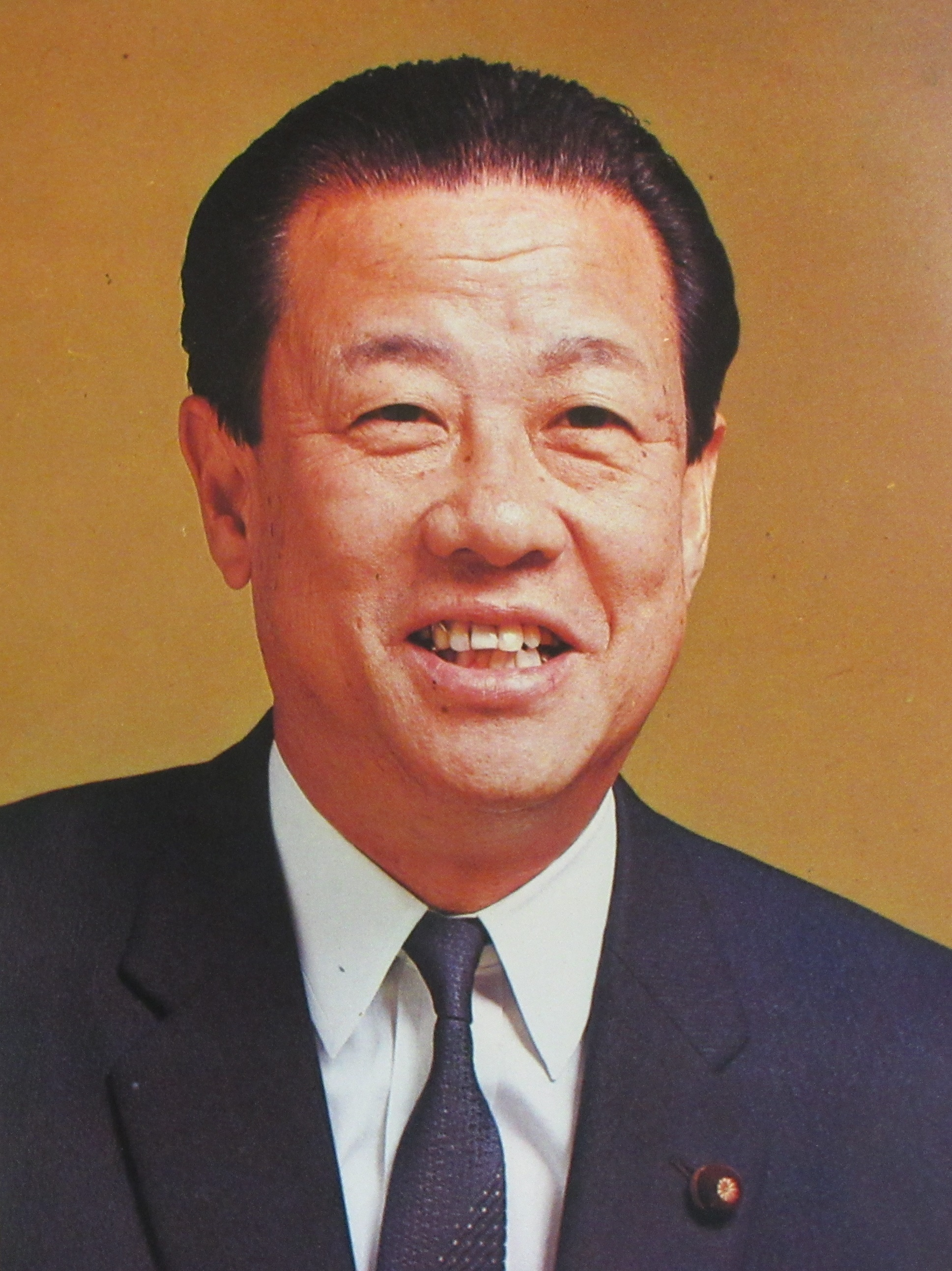
江﨑真澄 / 12月11日没

- 12月1日 - 前田治一郎、政治家、実業家（* 1911年）
- 12月3日 - バブラク・カールマル、政治家（* 1929年）
- 12月6日 - 川喜田愛郎、細菌学者、医学史学者（* 1909年）
- 12月8日 - 柏戸剛、大相撲第47代横綱（* 1938年）
- 12月8日 - 小成たか紀、漫画家（* 1960年）
- 12月9日 - 酒井弘、歌手（* 1914年）
- 12月11日 - 江﨑真澄、政治家、元総務庁長官・通商産業大臣（* 1915年）
- 12月13日 - 大木淳吉、映画監督（* 1940年）
- 12月14日 - 井沢義雄、フランス文学者（* 1923年）

## （16日 - 31日）

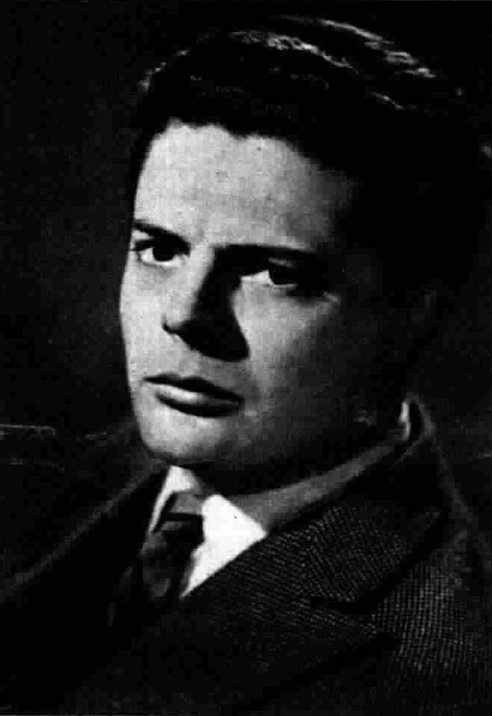
マルチェロ・マストロヤンニ / 12月19日没

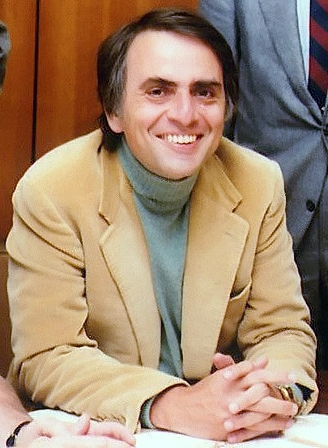
カール・セーガン / 12月20日没

- 12月16日 - 佐藤正之、演劇・映画プロデューサー（* 1918年）
- 12月17日 - 曲直部寿夫、心臓外科医（* 1921年）
- 12月17日 - 鴨武彦、国際政治学者（* 1942年）
- 12月18日 - アーヴィング・シーザー、作詞家（* 1895年）
- 12月18日 - 武原英子、女優（* 1946年）
- 12月19日 - ハロルド・コンウェイ、俳優（* 1911年）
- 12月19日 - マルチェロ・マストロヤンニ、俳優（* 1924年）
- 12月20日 - カール・セーガン、天文学者、作家、SF作家（* 1934年）
- 12月26日 - ジョンベネ・ラムジー、ジョンベネ殺害事件の被害者（* 1990年）
- 12月28日 - 青井舒一、実業家（* 1926年）
- 12月29日 - セメレーニ・オスヴァルド、言語学者（* 1913年）
- 12月31日 - 竹中錬一、実業家（* 1911年）
- 12月31日 - 加藤東一、日本画家（* 1916年）